# برتلسفيل
برتلسفيل (بالإنجليزية: Bartlesville, Oklahoma)‏ هي مدينة تقع في مقاطعة واشنطن، أوكلاهوما، مقاطعة أوساغي، أوكلاهوما بولاية أوكلاهوما في الولايات المتحدة. تبلغ مساحة هذه المدينة 58.9 (كم²)، وترتفع عن سطح البحر 215 م، بلغ عدد سكانها 35750 نسمة في عام 2010 حسب إحصاء مكتب تعداد الولايات المتحدة.

## التركيبة السكانية
حدّد مكتب تعداد الولايات المتحدة بيانات التركيبة السكانية لبرتلسفيل في تعداد الولايات المتحدة. في ما يلي، التركيبة السكانية حسب تعدادي 2000 و2010.

### تعداد عام 2000
بلغ عدد سكان برتلسفيل 34,748 نسمة بحسب تعداد عام 2000، وبلغ عدد الأسر 14,565 أسرة وعدد العائلات 9,830 عائلة مقيمة في المدينة. في حين سجلت الكثافة السكانية 586.8 نسمة لكل كيلومتر مربع (1,519.8/ميل2). وبلغ عدد الوحدات السكنية 16,091 وحدة بمتوسط كثافة قدره 271.7 لكل كيلومتر مربع (703.7/ميل2).
وتوزع التركيب العرقي للمدينة بنسبة 82.09% من البيض و3.20% من الأمريكيين الأفارقة و7.18% من الأمريكيين الأصليين و0.96% من الأمريكيين ذوي الأصول الآسيوية و0.02% من سكان جزر المحيط الهادئ و1.02% من الأعراق الأخرى و5.54% من عرقين مختلطين أو أكثر و3.02% من الهسبانيون أو اللاتينيون من أي عرق.
بلغ عدد الأسر 14,565 أسرة كانت نسبة 32.2% منها لديها أطفال تحت سن الثامنة عشر تعيش معهم، وبلغت نسبة الأزواج القاطنين مع بعضهم البعض 54.9% من أصل المجموع الكلي للأسر، ونسبة 9.7% من الأسر كان لديها معيلات من الإناث دون وجود شريك، بينما كانت نسبة 2.9% من الأسر لديها معيلون من الذكور دون وجود شريكة وكانت نسبة 32.5% من غير العائلات. تألفت نسبة 29.5% من أصل جميع الأسر من عدة أفراد يعيشون في نفس المنزل ونسبة 14% كانت تتألف من شخص يعيش بمفرده يبلغ من العمر 65 عاماً أو أكثر. وبلغ متوسط حجم الأسرة المعيشية 2.35، أما متوسط حجم العائلات فبلغ 2.89.
بلغ العمر الوسطي للسكان 40.0 عاماً. وكانت نسبة 24.9% من القاطنين تحت سن الثامنة عشر، وكانت نسبة 7.5% بين الثامنة عشر والرابعة والعشرين عاماً، ونسبة 24.5% كانت واقعةً في الفئة العمرية ما بين الخامسة والعشرين والرابعة والأربعين عاماً، ونسبة 23.6% كانت ما بين الخامسة والأربعين والرابعة والستين، ونسبة 17.9% كانت ضمن فئة الخامسة والستين عاماً فما فوق. يوجد لكل 100 أنثى 90.6 ذكر، ويوجد لكل 100 أنثى في الثامنة عشر من عمرها فما فوق 85.5 ذكر.

### تعداد عام 2010
بلغ عدد سكان برتلسفيل 35,750 نسمة بحسب تعداد عام 2010، وبلغ عدد الأسر 14,977 أسرة وعدد العائلات 9,729 عائلة مقيمة في المدينة. في حين سجلت الكثافة السكانية 603.7 نسمة لكل كيلومتر مربع (1,563.6/ميل2). وبلغ عدد الوحدات السكنية 16,768 وحدة بمتوسط كثافة قدره 283.1 لكل كيلومتر مربع (733.2/ميل2).
وتوزع التركيب العرقي للمدينة بنسبة 78.95% من البيض و3.14% من الأمريكيين الأفارقة و8.72% من الأمريكيين الأصليين و1.39% من الأمريكيين ذوي الأصول الآسيوية و0.04% من سكان جزر المحيط الهادئ و2.06% من الأعراق الأخرى و5.69% من عرقين مختلطين أو أكثر و5.91% من الهسبانيون أو اللاتينيون من أي عرق.
بلغ عدد الأسر 14,977 أسرة كانت نسبة 29.9% منها لديها أطفال تحت سن الثامنة عشر تعيش معهم، وبلغت نسبة الأزواج القاطنين مع بعضهم البعض 49.2% من أصل المجموع الكلي للأسر، ونسبة 11.8% من الأسر كان لديها معيلات من الإناث دون وجود شريك، بينما كانت نسبة 4% من الأسر لديها معيلون من الذكور دون وجود شريكة وكانت نسبة 35% من غير العائلات. تألفت نسبة 30.7% من أصل جميع الأسر من عدة أفراد يعيشون في نفس المنزل ونسبة 14% كانت تتألف من شخص يعيش بمفرده يبلغ من العمر 65 عاماً أو أكثر. وبلغ متوسط حجم الأسرة المعيشية 2.34، أما متوسط حجم العائلات فبلغ 2.90.
بلغ العمر الوسطي للسكان 39.9 عاماً. وكانت نسبة 23.6% من القاطنين تحت سن الثامنة عشر، وكانت نسبة 8.7% بين الثامنة عشر والرابعة والعشرين عاماً، ونسبة 23.3% كانت واقعةً في الفئة العمرية ما بين الخامسة والعشرين والرابعة والأربعين عاماً، ونسبة 26.7% كانت ما بين الخامسة والأربعين والرابعة والستين، ونسبة 17.7% كانت ضمن فئة الخامسة والستين عاماً فما فوق. وتوزع التركيب الجنسي للسكان بنسبة 47.8% ذكور و52.2% إناث.

## المناخ
| البيانات المناخية لـبرتلسفيل, أوكلاهوما | البيانات المناخية لـبرتلسفيل, أوكلاهوما | البيانات المناخية لـبرتلسفيل, أوكلاهوما | البيانات المناخية لـبرتلسفيل, أوكلاهوما | البيانات المناخية لـبرتلسفيل, أوكلاهوما | البيانات المناخية لـبرتلسفيل, أوكلاهوما | البيانات المناخية لـبرتلسفيل, أوكلاهوما | البيانات المناخية لـبرتلسفيل, أوكلاهوما | البيانات المناخية لـبرتلسفيل, أوكلاهوما | البيانات المناخية لـبرتلسفيل, أوكلاهوما | البيانات المناخية لـبرتلسفيل, أوكلاهوما | البيانات المناخية لـبرتلسفيل, أوكلاهوما | البيانات المناخية لـبرتلسفيل, أوكلاهوما | البيانات المناخية لـبرتلسفيل, أوكلاهوما |
| الشهر                                   | يناير                                   | فبراير                                  | مارس                                    | أبريل                                   | مايو                                    | يونيو                                   | يوليو                                   | أغسطس                                   | سبتمبر                                  | أكتوبر                                  | نوفمبر                                  | ديسمبر                                  | المعدل السنوي                           |
| --------------------------------------- | --------------------------------------- | --------------------------------------- | --------------------------------------- | --------------------------------------- | --------------------------------------- | --------------------------------------- | --------------------------------------- | --------------------------------------- | --------------------------------------- | --------------------------------------- | --------------------------------------- | --------------------------------------- | --------------------------------------- |
| الدرجة القصوى °ف (°م)                   | 80 (27)                                 | 91 (33)                                 | 94 (34)                                 | 104 (40)                                | 100 (38)                                | 113 (45)                                | 115 (46)                                | 113 (45)                                | 110 (43)                                | 99 (37)                                 | 90 (32)                                 | 80 (27)                                 | 115 (46)                                |
| متوسط درجة الحرارة الكبرى °ف (°م)       | 46.5 (8.1)                              | 51.9 (11.1)                             | 61.1 (16.2)                             | 70.8 (21.6)                             | 78.8 (26.0)                             | 87.0 (30.6)                             | 92.6 (33.7)                             | 92.6 (33.7)                             | 83.8 (28.8)                             | 72.2 (22.3)                             | 59.9 (15.5)                             | 47.5 (8.6)                              | 70.5 (21.4)                             |
| متوسط درجة الحرارة الصغرى °ف (°م)       | 23.5 (−4.7)                             | 27.7 (−2.4)                             | 36.5 (2.5)                              | 46.7 (8.2)                              | 56.7 (13.7)                             | 65.3 (18.5)                             | 69.6 (20.9)                             | 67.8 (19.9)                             | 58.7 (14.8)                             | 46.8 (8.2)                              | 36.1 (2.3)                              | 25.6 (−3.6)                             | 46.8 (8.2)                              |
| أدنى درجة حرارة °ف (°م)                 | −25 (−32)                               | −28 (−33)                               | −8 (−22)                                | 9 (−13)                                 | 30 (−1)                                 | 41 (5)                                  | 46 (8)                                  | 46 (8)                                  | 29 (−2)                                 | 16 (−9)                                 | 3 (−16)                                 | −13 (−25)                               | −28 (−33)                               |
| الهطول إنش (مم)                         | 1.62 (41)                               | 1.97 (50)                               | 3.48 (88)                               | 3.98 (101)                              | 5.32 (135)                              | 5.37 (136)                              | 3.41 (87)                               | 3.07 (78)                               | 3.84 (98)                               | 3.47 (88)                               | 2.69 (68)                               | 2.21 (56)                               | 40.42 (1٬027)                           |
| متوسط تساقط الثلوج إنش (سم)             | 2.8 (7.1)                               | 2.2 (5.6)                               | 1.6 (4.1)                               | trace                                   | 0.0 (0.0)                               | 0.0 (0.0)                               | 0.0 (0.0)                               | 0.0 (0.0)                               | 0.0 (0.0)                               | 0.0 (0.0)                               | 0.5 (1.3)                               | 1.9 (4.8)                               | 9.2 (23)                                |
| المصدر:                                 |                                         |                                         |                                         |                                         |                                         |                                         |                                         |                                         |                                         |                                         |                                         |                                         |                                         |

## أعلام
- كاثرين بولوك
- مارك كوستيلو
- جورج هوغن
- تيد هسو
- بليك آدامز
- ليندا فراي بيرنهام
- واين غلاسكو
- بوتس آدامز
- ريتشارد دبليو. بلو
- باول ليندمان

## وصلات خارجية
- cityofbartlesville.org
- The US50 - Cities and Towns in Oklahoma State